# Ischionodonta brasiliensis
Ischionodonta brasiliensis là một loài bọ cánh cứng trong họ Cerambycidae.